# Pagar Banyu (Arga Makmur)
Pagar Banyu is een bestuurslaag in het regentschap Bengkulu Utara van de provincie Bengkulu, Indonesië. Pagar Banyu telt 974 inwoners (volkstelling 2010).